# Esteban Echevarría Olabarrieta
Esteban Echevarría Olabarrieta (Deusto, País Basc, 16 de gener de 1923) és un exfutbolista basc. Jugava de davanter i el seu únic club va ser el Reial Oviedo, on va desenvolupar la totalitat de la seva carrera.

## Trajectòria
Va començar la seva carrera el 1942 jugant al Reial Oviedo de la primera divisió espanyola. Va jugar al club asturià fins a l'any 1951.
La temporada 1942-43 va tenir un començament imparable, aconseguint marcar 14 gols en les set primeres jornades. La seva espectacular arrencada a la lliga va constituir un rècord encara vigent de màxim golejador en les set primeres jornades.
El 16 de setembre de 1944 Echevarría va ser atropellat per un cotxe quan es dirigia a presenciar una correguda de bous de les Festes de Sant Mateu a Oviedo i, posteriorment, va patir una pleuresia traumàtica, que el va obligar a allunyar-se dels terrenys de joc durant una llarga temporada, passant gairebé en blanc la temporada 1944-45. Aquesta temporada només va jugar 13 partits marcant 8 gols.
És l'únic jugador que ha aconseguit marcar-li al Reial Madrid 5 gols en un partit oficial, el 21 de desembre de 1947 al partit disputat a l'estadi de Buenavista d'Oviedo corresponent a la jornada 13 de la temporada 1947-1948 de la primera divisió i que va finalitzar amb triomf de 7-1 a favor dels asturians.
Una altra greu lesió va accelerar la seva retirada, en aquesta ocasió de manera definitiva, i es va desvincular del Real Oviedo al final de la temporada 1950-1951 després d'haver aconseguit marcar 63 gols en 81 partits de lliga de primera divisió (a més de 9 gols en 16 partits de copa i 6 a Segona Divisió). Encara va jugar una última temporada a Segona Divisió amb el Gimnástica de Torrelavega, marcant 17 gols en 26 partits.